# 廍子 (臺中市外埔區)
廍子，原寫為廍仔，是臺灣臺中市外埔區的一個傳統地域名稱，位於該區北部。相較於今日行政區，其範圍大致包括廍子里不含西部、土城里西北部，以及大甲區太白里東部、幸福里東南部邊界地帶。

## 歷史
台灣清治末期，廍子地區為一街庄，稱為「廍仔庄」，隸屬於苗栗三堡。該庄北隔大安溪與日南社庄、社苓庄為界，東與土城庄為鄰，南邊為六份庄、馬鳴埔庄，西邊為鐵砧山腳庄、九張犁庄。
1901年（日明治三十四年）11月，全台廢縣廳改設二十廳，該庄隸屬於苗栗廳。1903年（明治三十六年）6月，該庄編入「溪底區」，仍隸屬於苗栗廳。1909年（明治四十二年）10月，全台二十廳合併為十二廳，苗栗廳廢止，溪底區改隸屬於臺中廳。1920年（大正九年），全台地方制度大改正，該庄改制並雅化為「廍子」大字，隸屬於臺中州大甲郡外埔庄，大字下有「廍子」、「六股」小字名。
戰後外埔庄改制為外埔鄉，隸屬於臺中縣，大字亦改制為村。1950年10月，中、彰、投分治，外埔鄉隸屬不變。2010年12月，隨著臺中縣、市合併為直轄臺中市，外埔鄉改制為外埔區，村亦改制為里。

## 聚落
本地區發展較早的聚落為廍仔，在日治期初期的官方地圖上已有記載。此外，本地區尚有中廍子、下廍子、風坑、土城崎、虎尾寮等聚落。

## 交通
國道3號又稱「福爾摩沙高速公路」，是貫穿台灣西部的兩條縱向高速公路之一，大致以北偏東—南偏西走向經過本地區極西點。北側最近的交流道是縣道140號交會處的苑裡交流道，南側最近的是縣道132號交會處的大甲交流道，由此等可快速前往台灣西部各地。
區道中26線（土城路）是外水尾至五崁腳的道路，大致以西南西—東北東走向轉西北西—東南東走向經過本地區東南部。由該道路向西南西可前往馬鳴埔、大甲東、山腳南部並止於市道132號路口，向東南東轉東南可前往土地、中社地區西部的五崁腳並止於區道中33線路口。